# Мигел Анхел Надал
Мигел Анхел Надал Омар (на испански: Miguel Ángel Nadal Homar) е бивш испански футболист, роден на 28 юли 1966 г. в град Манакор, разположен на остров Майорка. Той е чичо на тенисиста Рафаел Надал и брат на Тони Надал, който е бивш тенисист и бивш треньор на Рафаел Надал.
Мигел Надал е участник на три световни първенства – през 1994, 1998 и 2002.
С отбора на Барселона става пет пъти шампион на Испания – през сезони 1992, 1993, 1994, 1998 и 1999. Освен това печели КЕШ (1992), КНК (1997), Суперкупата на Европа (1992, 1997), Купата на Испания (1997 и 1998), Суперкупата на Испания (1991, 1992, 1994). С отбора на Майорка печели Купата на Испания през 2003 г.